# 8-й саміт G7

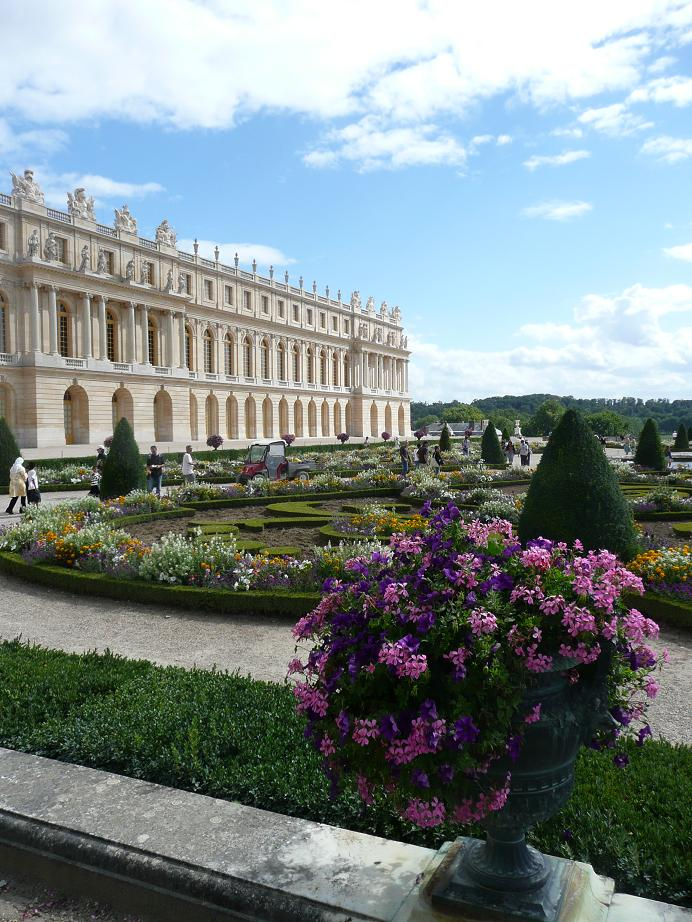

8-й саміт Великої сімки — зустріч на вищому рівні керівників держав Великої сімки, проходив 4-6 червня 1982 року в Версалі (Франція).

## Учасники
| Core G7 members   |                   |                    |                 |
| Учасник           | Учасник           | Представляє        | Посада          |
| Канада            | Канада            | П'єр Трюдо         | Прем'єр-міністр |
| Франція           | Франція           | Франсуа Міттеран   | Президент       |
| Німеччина         | Німеччина         | Гельмут Шмідт      | Канцлер         |
| Італія            | Італія            | Джованні Спадоліні | Прем'єр-міністр |
| Японія            | Японія            | Судзукі Дзенко     | Прем'єр-міністр |
| Велика Британія   | Велика Британія   | Маргарет Тетчер    | Прем'єр-міністр |
| США               | США               | Рональд Рейган     | Президент       |
| Європейський Союз | Європейський Союз | Гастон Торн        | Президент ЄС    |